# Сибила фон Баден
Сибила фон Баден (на немски: Sibylle von Baden) е принцеса и титулувана маркграфиня от Баден и чрез женитба графиня на Ханау-Лихтенберг.

## Биография
Родена е на 26 април 1485 година. Тя е третата дъщеря на маркграф Христоф I фон Баден (1453 – 1527) и Отилия фон Катценелнбоген (1451 – 1517), внучка на граф Филип I фон Катценелнбоген.
Сибила фон Баден се омъжва на 24 януари 1505 г. в Баден за граф Филип III фон Ханау-Лихтенберг (1482 – 1538). Тя донася 5000 флоринти в брака.
Сибила подарява олтар на градската църква Св. Николаус в Бабенхаузен в Хесен. Тя умира на 10 юли 1518 г. и е погребана в тази църква.

## Деца
Сибила фон Баден и Филип III имат шест деца:
- Йохана (1507 – 1572), омъжена 1522 г. за граф Вилхелм IV фон Еберщайн (1497 – 1562)
- Христофора (1509 – 1582), от ноември 1526 монахиня и по-късно абатеса на манастир Мариенборн, светска след закриването на манастира 1559.
- Амалия (1512 – 1578), от ноември 1526 монахиня в манастир Мариенборн, светска след закриването на манастира 1559.
- Фелицитас (1513 – 1513)
- Филип IV (1514 – 1590), граф на Ханау-Лихтенберг (1538 – 1590); женен 1538 г. за Елеонора фон Фюрстенберг (1523 – 1544)
- Фелицитас (1516–сл. 1559), от ноември 1526 монахиня в манастир Мариенборн

## Галерия
- Гробната плоча на Сибила фон Баден в градската църква Бабенхаузен (Хесен)
- Олтар в градската църква на Бабенхаузен (Хесен), подарен от Сибила фон Баден